# 61
Aquesta pàgina és per a l'any. Per al nombre, vegeu seixanta-u.

## Esdeveniments
- Galba esdevé governador de la província romana de Tarraconensis.
- Rebel·lió dels britànics liderats per Boudica.
- Després de derrotar els Icens, els romans començar el procés de romanització de la Gran Bretanya. Creen ciutats d'estil romà, instal·lant una administració romana i la construcció de carreteres.
- La fortalesa druida d'Anglesey a Gal·les del Nord és atacat i destruït per Suetoni Paulino.

## Naixements
- Plini el Jove, polític i escriptor romà. (Mort el 113)

## Necrològiques
- Boudica, reina dels Iceni.
- Sant Marc és executat després d'introduir el cristianisme a Egipte. (Data oficial de textos religiosos)